# Штурм свідомості
Штурм свідомості (рос. Штурм сознания) — російський науково-пізнавальний документальних серіал від телестудії «РЕН ТВ». Прем'єра відбулася на телевізійному каналі «РЕН ТВ» у Росії. Хоча таємна війна спецслужб ніколи не була надбанням гласності. Є підстави вважати, що імідж скандальної «лженауки» парапсихології, створювався навмисно. Цим документальним циклом наданий альтернативний погляд на історію і науку, всесвіт і людство.
Після трансляції цього серіалу, на основі його матеріалів була опублікована книга з такою ж назвою, авторства учасника створення фільму, Ігоря Прокопенко.

## Сюжет
Згідно заяв ЦРУ від 1975 року на дослідження парапсихології в СРСР було витрачено понад сімдесят мільйонів рублів (при тодішньому валютному курсі 60 радянських копійок за один долар США). Спецслужби досліджували не лише теоретичні можливості парапсихології, а й практичні. Дослідження ведуть Франція, Китай та інші зі спільною зацікавленістю не розголошувати цю інформацію, але використовувати. Вперше глядач стає очевидцем справжніх оповідань про практику парапсихології. Було проведено ряд експериментів, що дозволяє програмувати певних людей. Те, що з цього вийшло, демонструє зазначений серіал документальних фільмів. Також сучасні спецслужби подібно практиці Аненербе збирали відомості попередніх цивілізацій, у зв'язку з чим були засекречені деякі археологічні відкриття, але представлені в цьому фільмі. Даний серіал також свідчить, що розробки в галузі космічних озброєнь брали до уваги результати вказаних знань. Науково обґрунтувавши реальність деяких феноменів з метою штучного «підтвердження» актуальності атеїстичної ідеології матеріалістів офіційною владою засекречувалася інформація й контролювався інформаційний простір, освіта, ЗМІ для заперечення існування душі, для пригнічення релігійного життя тощо. Цей серіал ставить під сумнів позицію так званої «офіційної науки», що часто є під контролем спецслужб та політичної кон'юнктури. На думку експертів у фільмі: Обмежити знання, контролювати знання найкраще оголошуючи щось псевдонаукою та забороняючи, з таємною монополією на ці знання.
Основи цих дослідів у СРСР заклали вчені Володимир Вернадський і Чижевський, а всі роботи велися під особистим контролем маршала Михайло Тухачевського. Після Другої світової війни бойова парапсихологія переживає справжній бум. У даному фільмі вперше показані відеоматеріали деяких експериментів радянських спецслужб з екстрасенсами Нінель Кулагіною з телекінезу і Карлом Ніколаєвим зі зчитування думок в інших людей (телепатія).
Однак спецслужби не тільки вивчали парапсихологію, про що свідчать експерти в фільмі, але й практично застосували результати експериментів, які дозволяли не тільки отримувати інформацію, але і програмувати людей, підкоряти їх. У деяких країнах програми поведінки закладали навіть у дипломатів нижчої ланки, якщо спецслужби бачили перспективи їх кар'єрного зростання. Взагалі в світовій політиці ці методи застосовувалися часто й в різних країнах.
Причиною того, що погодилися співробітники спецслужб піти на контакт з пресою змусило те, що сьогодні ситуація виходить з-під контролю.

## Список серій
1. «Земля. У пошуках творця» (рос. Земля. В поисках создателя) — «Земля. В поисках создателя» - Штурм сознания на YouTube
2. «Зворотний бік Всесвіту» (рос. Обратная сторона Вселенной) — «Обратная сторона Вселенной» - Штурм сознания на YouTube
3. «Битва планет» (рос. Битва планет) — «Битва планет» - Штурм сознания на YouTube
4. «У пошуках нової Землі» (рос. В поисках новой Земли) — «В поисках новой Земли» - Штурм сознания на YouTube
5. «Обитель розуму» (рос. Обитель разума) — «Обитель разума» - Штурм сознания на YouTube
6. «На межі щастя» (рос. На грани счастья) — «На грани счастья» - Штурм сознания на YouTube
7. «Кров нащадків» (рос. Кровь потомков) — «Кровь потомков» - Штурм сознания на YouTube
8. «Сплячі демони» (рос. Спящие демоны) — «Спящие демоны» - Штурм сознания на YouTube
9. «Душа у спадок» (рос. Душа в наследство) — «Душа в наследство» - Штурм сознания на YouTube
10. «Непридатні здатності» (рос. Неприменимые способности) — «Неприменимые способности» - Штурм сознания на YouTube
11. «Помста занепалих» (рос. Месть падших) — «Месть падших» - Штурм сознания на YouTube
12. «Полювання на екстрасенсів» (рос. Охота на экстрасенсов) — «Охота на экстрасенсов» - Штурм сознания на YouTube
13. «Рай приречених» (рос. Рай обреченных) — «Рай обреченных» - Штурм сознания на YouTube

## Про книгу на основі фільму
У книзі вперше документаліст Ігор Прокопенко розповів як спецслужби різних країн розробляють теорію і практику масового зомбування людей; готують фахівців, так званих «сліперів», які можуть, перебуваючи за тисячі кілометрів, увійти в свідомість, наприклад, голови МЗС або начальника Генерального штабу Збройних сил країни. Провідні співробітники спецслужб та відомі вчені коментують сенсаційні результати унікальних експериментів, що відбувалися та відбуваються в секретних лабораторіях. До прикладу, в перший рік після розвалу СРСР «добровільно» наклали на себе руки 1700 працівників КПРС, а в кабінеті президента РФ Бориса Єльцина виявили дивну конструкцію, механізм високочастотного генератора, який здатний впливати на психіку людини, що свідчило про боротьбу між спецслужбами та зацікавленість їх контролювати політиків.
Розкривається можливість в області маніпулювання масовою свідомістю. Вказується, що відповіді на питання про таємниці «великої політики» і «незримої війни», яка ведеться великими державами за переділ світу, є у висвітленні цієї теми. Адже, на думку автора, володіючи сучасними психометодиками, можна володіти необмеженою владою і змусити людей виконувати будь-які накази.